# Ural Airlines
Pour les articles homonymes, voir Oural (homonymie).
Ural Airlines (Уральские Авиалинии - Ouralskie Avianlinii) est une compagnie aérienne russe basée à l'aéroport Koltsovo. Elle officie depuis le 28 décembre 1993 en tant que descendante de Sverdlovsk State Air Enterprises compagnie fondée en 1943.
La compagnie figure depuis 2022 sur la liste des compagnies aériennes interdites d'exploitation dans l'Union européenne.

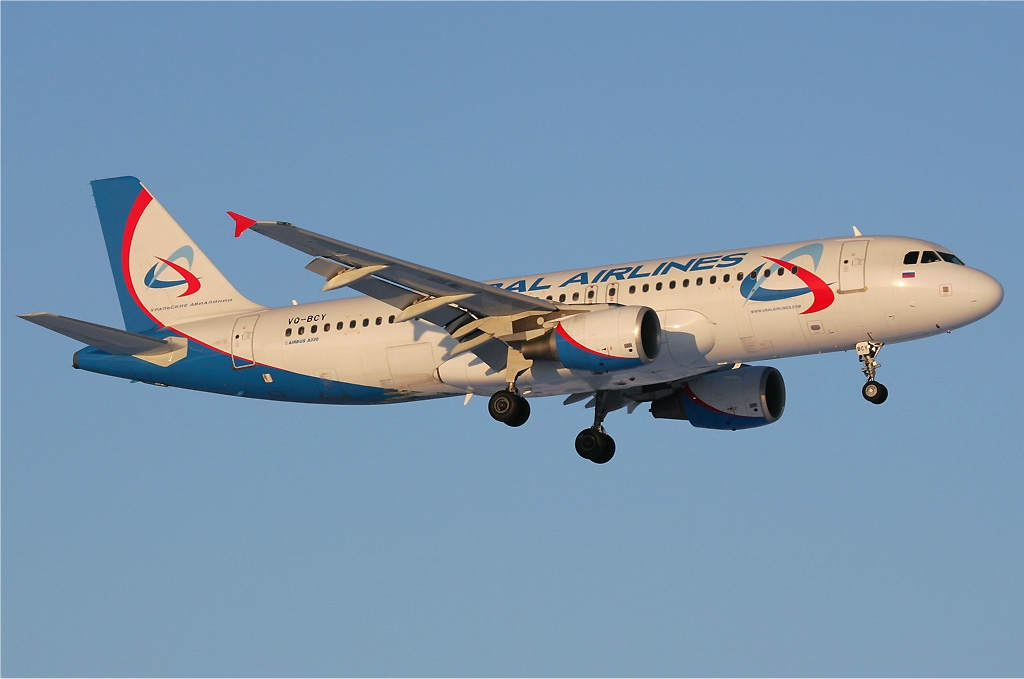
Un A320 de la compagnie Ural Airlines

## Histoire
La compagnie est d'abord créée en tant que Sverdlovsk State Air Enterprises en 1943, puis est absorbée par l'Aeroflot après la Seconde Guerre mondiale. L'URSS compte en effet renforcer son aéronautique en unissant les compagnies.
À la suite de la chute de l'URSS, l'Aeroflot est partagée en de nombreuses compagnies, appelées les Babyflot. C'est ainsi que Sverdlosvsk renait sous le nom de Ural Airlines le 28 décembre 1993.
Ural Airlines commence par opérer des avions d'origine soviétique (Antonov,Iliouchine et Tupolev), avant de lancer en 2006 un programme de renouvellement de flotte qui la mènera à utiliser des avions occidentaux, à commencer par l'Airbus A320. Elle change par la même occasion d'identité visuelle avec un nouveau logo et une nouvelle livrée.

## Flotte

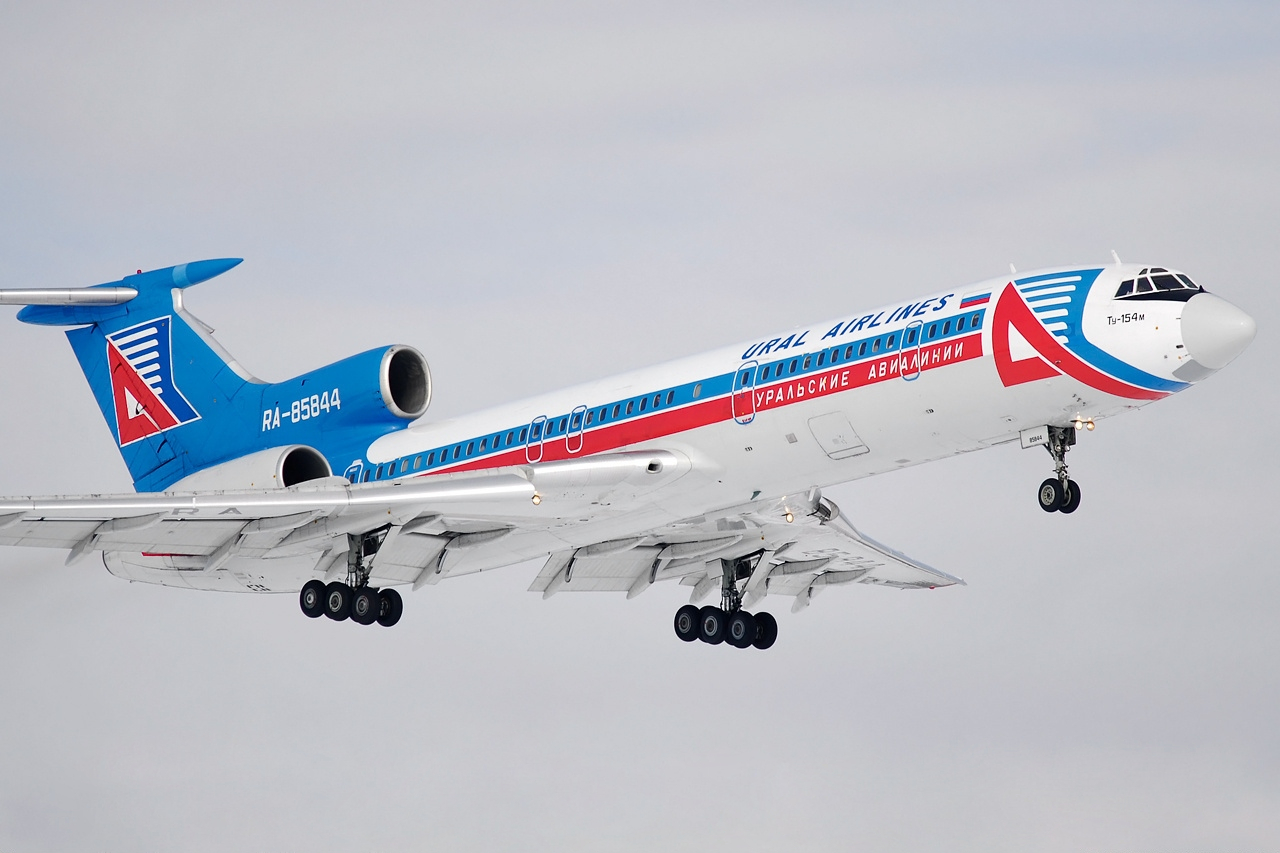
Un Tupolev Tu-154M de la compagnie en 2009

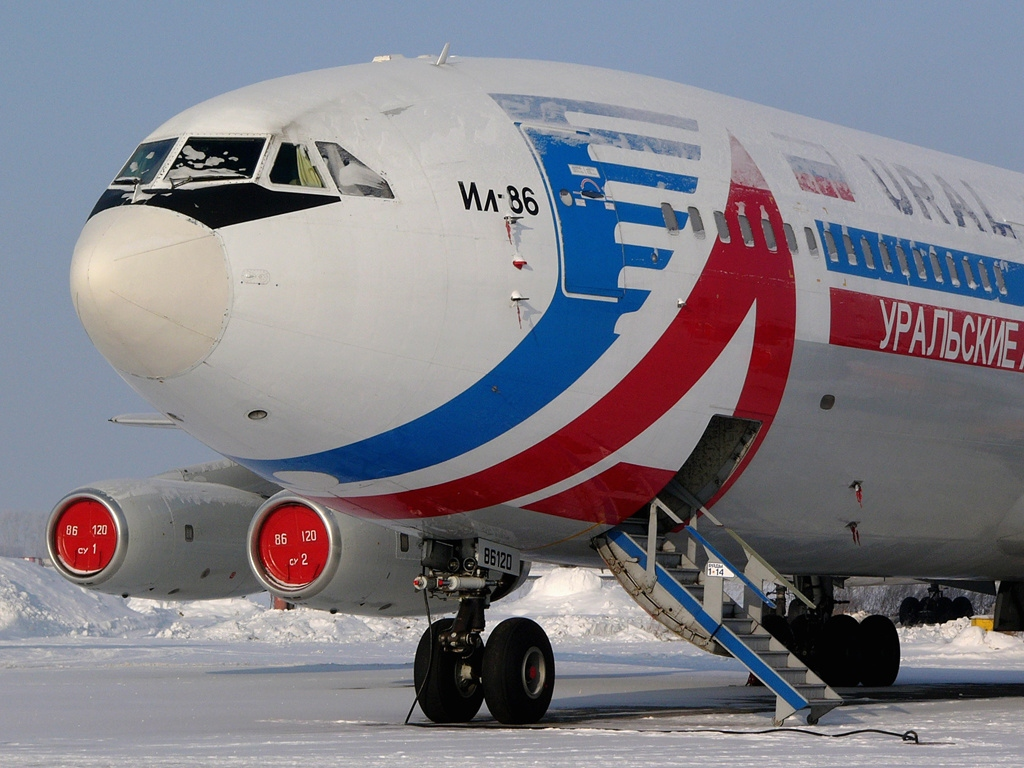
Iliouchine Il-86 d'Ural Airlines à l'aéroport de Novossibirsk-Tolmatchevo en 2008

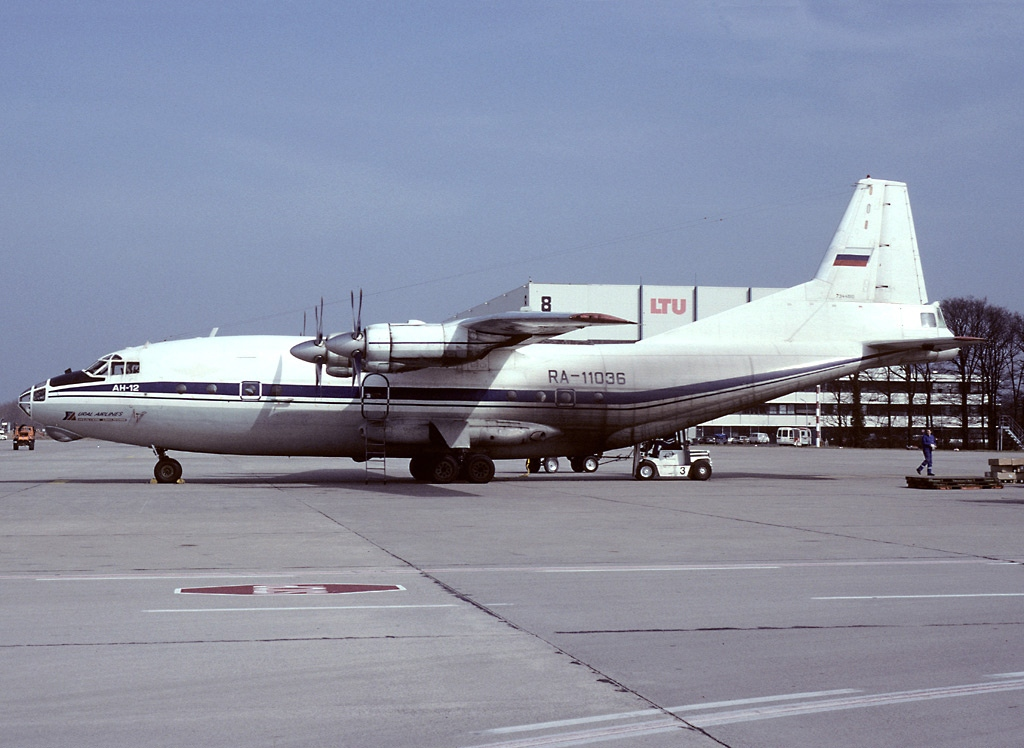
Un An-12 de la compagnie en 1996

### Flotte actuelle
La compagnie exploite les types d'avion suivants : (en janvier 2021)

### Flotte historique
| Type d'appareil  | Total | Année de retrait | Notes |
| ---------------- | ----- | ---------------- | ----- |
| Antonov An-12    | 2     | 1998             |       |
| Antonov An-24    | 2     | 2006             |       |
| Iliouchine Il-86 | 4     | 2010             |       |
| Tupolev Tu-154   | 8     | 2011             |       |

## Destinations
Le réseau de correspondances de la compagnie comprend plus de 120 destinations dans 17 pays.

## Gouvernance
Les principaux actionnaires sont "Krylja Urala" (74,318 %) et BETA INVESTMENT HOLDINGS LIMITED (10,251 %).
Le directeur exécutif est Sergueï Skouratov.

## Incidents et accidents
- Le 15 août 2019, un Airbus A321 effectuant le vol Ural Airlines 178 se pose en urgence dans un champ après avoir perdu la poussée des moteurs à la suite d'une importante collision aviaire peu après le décollage de l'aéroport de Moscou-Joukovski.
- Le 12 septembre 2023, l'Airbus A320 du vol Ural Airlines 1383 fait un atterrissage d'urgence dans un pré, à court de carburant, avec 159 passagers et six membres d'équipage à bord. À la suite d'un problème hydraulique lors de son approche sur Omsk, sa destination, et craignant de ne pas pouvoir freiner suffisamment, les pilotes ont décidé de se dérouter vers Novossibirsk, qui dispose d'une piste plus longue (3600 m). Mais les trappes de train sont restées ouvertes, et la consommation de carburant ayant été plus élevée que prévu, ils ont repéré un site d'atterrissage et ont réussi à s'y poser, seul le train avant a été endommagé[6],[7].